# Кейн-Саванна (Південна Кароліна)
Кейн-Саванна (англ. Cane Savannah) — переписна місцевість (CDP) в США, в окрузі Самтер штату Південна Кароліна. Населення — 1335 осіб (2020).

## Географія
Кейн-Саванна розташований за координатами 33°53′35″ пн. ш. 80°26′31″ зх. д. / 33.89306° пн. ш. 80.44194° зх. д. (33.893121, -80.441854).  За даними Бюро перепису населення США в 2010 році переписна місцевість мала площу 9,55 км², з яких 9,37 км² — суходіл та 0,18 км² — водойми.

## Демографія
Згідно з переписом 2010 року, у переписній місцевості мешкало 1117 осіб у 416 домогосподарствах у складі 324 родин. Густота населення становила 117 осіб/км².  Було 474 помешкання (50/км²).
Расовий склад населення:
| - 60,8 % — білих - 35,7 % — чорних або афроамериканців - 0,4 % — корінних американців - 0,2 % — вихідців з тихоокеанських островів - 0,2 % — азіатів |

До двох чи більше рас належало 2,6 %. Частка іспаномовних становила 1,3 % від усіх жителів.
За віковим діапазоном населення розподілялося таким чином: 23,4 % — особи молодші 18 років, 65,3 % — особи у віці 18—64 років, 11,3 % — особи у віці 65 років та старші. Медіана віку мешканця становила 39,8 року. На 100 осіб жіночої статі у переписній місцевості припадало 91,9 чоловіків;  на 100 жінок у віці від 18 років та старших — 93,7 чоловіків також старших 18 років.
Середній дохід на одне домашнє господарство  становив 47 050 доларів США (медіана — 48 125), а середній дохід на одну сім'ю — 52 521 долар (медіана — 58 750). За межею бідності перебувало 18,0 % осіб, у тому числі 41,4 % дітей у віці до 18 років та 6,8 % осіб у віці 65 років та старших.
Цивільне працевлаштоване населення становило 386 осіб. Основні галузі зайнятості: освіта, охорона здоров'я та соціальна допомога — 29,3 %, транспорт — 12,2 %, публічна адміністрація — 10,9 %, науковці, спеціалісти, менеджери — 10,4 %.